# Hermandad de Pasión y Muerte (Sevilla)
La Hermandad de Pasión y Muerte es una hermandad de confesión católica de carácter penitencial y glorioso. La cofradía participa en la Semana Santa de Sevilla. Realiza su estación de penitencia en la tarde del Viernes de Dolores por las calles del barrio de Triana. Tiene su sede en la Parroquia de Nuestra Señora del Buen Aire. 
Su título completo es Hermandad de Santa María del Buen Aire y Cofradía de Nazarenos del Santísimo Cristo de Pasión y Muerte, Resurrección de Nuestro Señor y Nuestra Señora del Desconsuelo y Visitación.

## Historia
Los orígenes de esta hermandad se sitúan en el año 1991, cuando un grupo de fieles en el barrio de Triana, se plantearon la creación de una hermandad de riguroso silencio.
Con esa intención se buscaron antecedentes para esta nueva hermandad encontrando una cofradía de la que se tiene constancia de su existencia en el siglo XVI en Triana, la «Cofradía del Santo Cristo de la Pasión y Muerte y Ntra. Sra. de la Parra» que se extinguió debido a las epidemias de peste de 1649. Se decidió recuperar la advocación de «Pasión y Muerte» para el crucificado. Para la titular dolorosa, con la misma intención, eligieron la de «Ntra. Sra. del Desconsuelo», basada en otra cofradía que existió hasta el siglo XVIII en el barrio y de la que se desconoce la fecha de su desaparición. La Virgen de esta antigua hermandad, última en procesionar el Viernes Santo en Triana, fue en un principio llamada Ntra. Sra. De la Soledad pero en 1640 entró en pleito con la Hermandad de la Soledad de San Lorenzo, viendosé obligada a modificar la advocación de su titular. Además, el grupo de fieles añadió «Visitación» a la advocación ya que esta una de las actividades de la hermandad es la visita a enfermos para aliviar la soledad de personas mayores y enfermos.
En 1992 se empezó a formalizar la idea creándose el Grupo de Oración, Penitencia y Caridad Pro-Hermandad del Stmo. Cristo de la Pasión y Muerte, Resurrección de Ntro. Señor y Ntra. Sra. del Desconsuelo y Visitación en la parroquia de Nuestra Señora de la O. En 1996 se realiza la imagen del crucificado por el imaginero sevillano José Antonio Navarro Arteaga y se traslada un año después a la iglesia de San Vicente de Paúl de los Padres Paúles dentro del mismo barrio de Triana. El Viernes de Dolores de 1999 se realiza el primer vía crucis de la imagen que sigue haciéndose en Cuaresma semanas antes de su salida procesional.
A principios del años 2001 pasa a ser Agrupación Parroquial, un paso previo existente en la archidiócesis de Sevilla a la erección canónica como hermandad, y se produce el último cambio de sede a la iglesia de Nuestra Señora del Buen Aire, en la calle Virgen de Fátima. Allí había una imagen de la Virgen del siglo XVIII titular de la parroquia que también pasa a ser titular de la Agrupación dándole el doble carácter penitencial y glorioso a esta. Ese mismo año se realiza, también por José Antonio Navarro Arteaga, la imagen de Ntra. Sra. del Desconsuelo y Visitación. El 22 de marzo de 2002 se bendicen las imágenes del Cristo y de la Virgen Dolorosa por el entonces Arzobispo de Sevilla Carlos Amigo Vallejo.
El Viernes de Dolores de 2004 realiza su 1.ª salida procesional la imagen del Stmo. Cristo en un paso nuevo obra de Navarro Arteaga, haciendo estación a la Parroquia de Santa Ana. Se eligió este lugar al ser el templo a donde hacían estación de penitencia todas las hermandades de Triana hasta el año 1830, al no poder cruzar el río Guadalquivir. Durante los años siguientes la agrupación solicita su nombramiento como hermandad de penitencia y ejerce una gran labor social en su entorno. A nivel cultual se reactiva el dedicado a la Virgen del Buen Aire con la celebración del tríduo a partir de 2007 y de la procesión a partir de 2008. En el aspecto patrimonial se encarga además la realización de un paso de palio para la Virgen y un nuevo paso procesional para el crucificado, realizado por el tallista malagueño Manuel Toledano Gómez. Este es estrenado el Viernes de Dolores de 2009.
El 26 de enero de 2011 la Agrupación Parroquial Pasión y Muerte es nombrada hermandad de penitencia y gloria por parte del arzobispo de Sevilla Juan José Asenjo, realizándo su primera salida con nazarenos el 15 de abril, Viernes de Dolores de la Semana Santa de 2011. La cofradía trianera de La Estrella amadrinó para esta salida, para la cual cedió su Cruz de Guía portada por una representación de nazarenos de la hermandad del Domingo de Ramos, a la nueva cofradía trianera.
Desde el año 2022, y para una mejora a nivel estético de la salida, la Estación de Penitencia se efectúa desde la Iglesia de los Salesianos de Triana, a donde el Cristo es trasladado días antes.

## Cristo de Pasión y Muerte

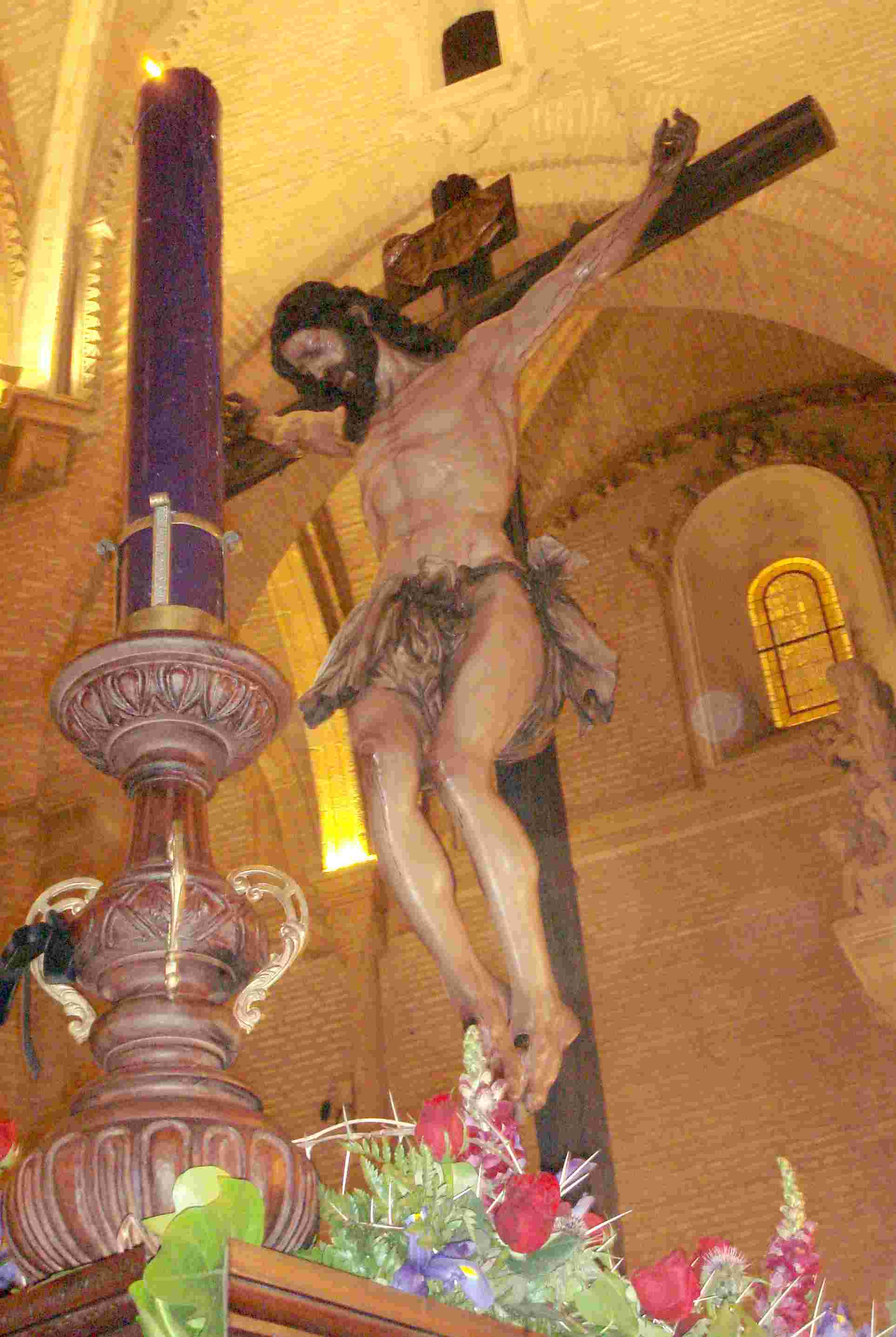
El Santísimo Cristo de Pasión y Muerte a su paso por la parroquia de Santa Ana en la Semana Santa de 2007.

El Cristo es obra del escultor y hermano fundador de la corporación, José Antonio Navarro Arteaga en 1996. Está tallada en cedro y mide 1,82 m de altura, ideada para ser procesionada en un paso en solitario. La imagen está inspirada en las tallas cristíferas del primer barroco sevillano, con ciertas reminiscencias montañesinas. Se podría calificar como una obra clásica de la imaginería sevillana aunque con el sello característico de su autor.
Iconográficamente representa el momento en el que Jesús, tras el «consummatum est» y haber expirado, baja su cabeza en señal de ausencia de vida. El modelado está muy trabajado, como caracteriza a muchas obras de Arteaga; minucioso en el tratamiento del cabello y paños. 
El estudio anatómico es muy completo. No tiene aún la llaga de la lanzada y cada uno de sus pies está atravesado por un clavo. Los rasgos tanatológicos del post mortem no han aparecido todavía, exceptuando cierta tensión existente en el cuello. Los ojos aparecen con los párpados casi cerrados debidos a su caída por acción gravitatoria tras la muerte. La boca está entreabierta, con la comisura de los labios reseca y un pequeño hilo de saliva que se desliza por su barbilla. Las muñecas están parcialmente quebradas, debido al peso del cuerpo en la cruz. La policromía presenta tonos claros, con poca presencia de sangre, la cual posee una tonalidad muy suave. Presenta heridas en frente, barbilla, extremidades superiores e inferiores y espalda, estando el torso muy despejado. El cabello presenta diferentes tonalidades que otorgan un efecto de claroscuro muy interesante.

### Paso del Cristo
Esta hermandad procesiona solamente con el paso del Cristo de Pasión y Muerte. Este data del año 2009 y es obra del tallista malagueño Manuel Toledano Gómez. Los respiraderos son bordados mientras que la canastilla es de madera tallada de estilo neobarroco. La canastilla es alta y presenta varias capillas con medallones y varios volúmenes. Posee 4 cartelas, una en cada lado del paso, obra de Mariano Sánchez del Pino. La frontal representa la Resurrección de Nuestro Señor, la trasera representa a dos ángeles portando un ostensorio con el Santísimo Sacramento del Altar, en un lateral representa los dolores de la Santísima Virgen con un corazón atravesado por siete puñales y por el otro lateral representa a la advocación de Nuestra Señora del Buen Aire a través de una nao del siglo XVI. La iluminación del paso corre a cargo de cuatro «hachones» o grandes cirios de cera morada. Presenta un llamador plateado en el lado izquierdo del paso y no tiene maniguetas. El acabado en caoba, con la inclusión de distintos tonos de barniz en algunos elementos del paso se finalizó en 2016 en el taller de los Hermanos Caballero Farfán.

## Virgen del Desconsuelo y Visitación

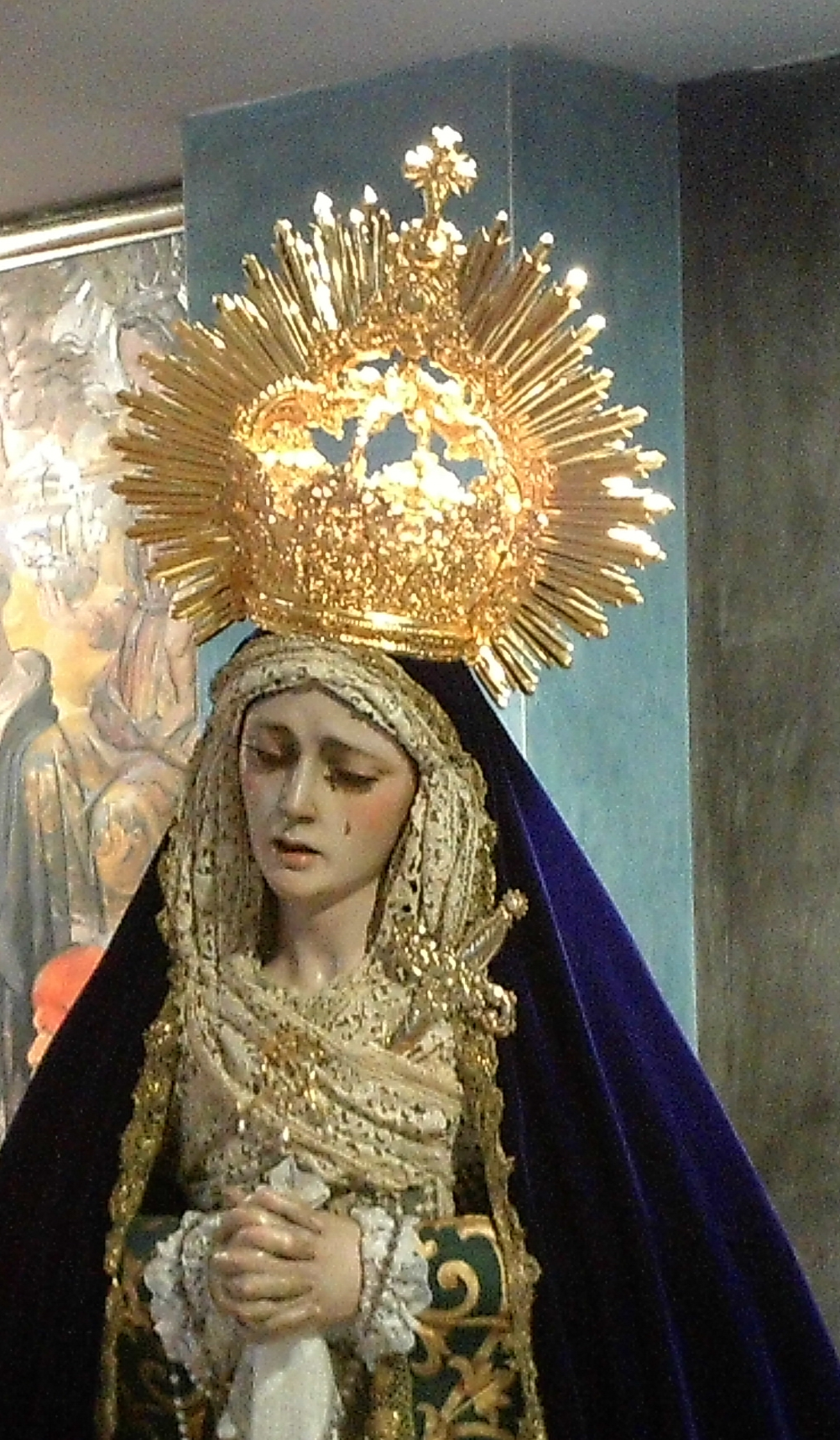
Virgen del Desconsuelo y Visitación

El artífice de Nuestra Señora del Desconsuelo y Visitación también fue el hermano fundador e imaginero José Antonio Navarro Arteaga. La imagen fue realizada en el año 2001 con una clara vocación procesional y responde iconográficamente a las características propias de una dolorosa de rasgos dieciochescos de la escuela granadina, semblante maduro y realista que refleja una compungida aflicción.
La imagen presenta una caída hacia la izquierda, la cual, unida a las manos entrelazadas añaden un fuerte grado de expresividad a la talla. La boca está trabajada con minuciosidad, dejando entrever un esbozo de dientes y lengua. El tratamiento del labio inferior nos sugiere el hecho de que María, abrumada por el dolor, rece una plegaria. El ceño y arco supraciliar están modelados realzando la honda tristeza de la imagen, estando en conjunto con lo anterior, la posición de párpados y las marcadas ojeras. Los iris son de tonos azulados cayendo tres lágrimas por su rostro, dos por la mejilla izquierda y una por la derecha. Los regueros que dejan las mismas también aparecen.
La policromía muestra unas pálidas facciones, con las que contrastan fuertemente los rubores en ambos pómulos y manos. Una de las particularidades más importantes que posee la talla es la aparición de rasgos relativos a la madurez de María en los momentos de la crucifixión de Jesús, como las manchas de edad en las manos.
Como curiosidad nos encontramos con la única dolorosa de manos entrelazadas de la Semana Santa de Sevilla.

### Paso de la Virgen del Desconsuelo
Existe el proyecto de este paso, estando aprobado por los hermanos, el diseño es del bordador Pedro Pablo Gallardo. En ese momento era vestidor de la imagen, pero su elección no tuvo nada que ver con esto. Se trata de un paso de corte muy clásico, similar al diseño de la cofradía del Santo Crucifijo de Jerez de la Frontera. El palio será de terciopelo morado y de cajón, es decir de bambalinas rectas. Los respiraderos intercalarán bordados y orfebrería. Además de eso, unas tablas pictóricas con escenas de la pasión, obra de Juan Antonio Huguet Pretel estarán insertadas en los respiraderos. No hay fecha para el inicio de las labores.

### Tríduo a la Vigen del Desconsuelo
A finales del mes de mayo se celebran los cultos en honor de la única titular que aún no procesiona de la hermandad, la dolorosa del Desconsuelo y Visitación. Estos consisten en un tríduo y a la finalización de este una «Función Solemne». Durante la realización de estos cultos, la imagen está expuesta en besamanos. A la semana siguiente, la Virgen realiza un Rosario Vespertino por las calles de la feligresía.

## Santa María del Buen Aire

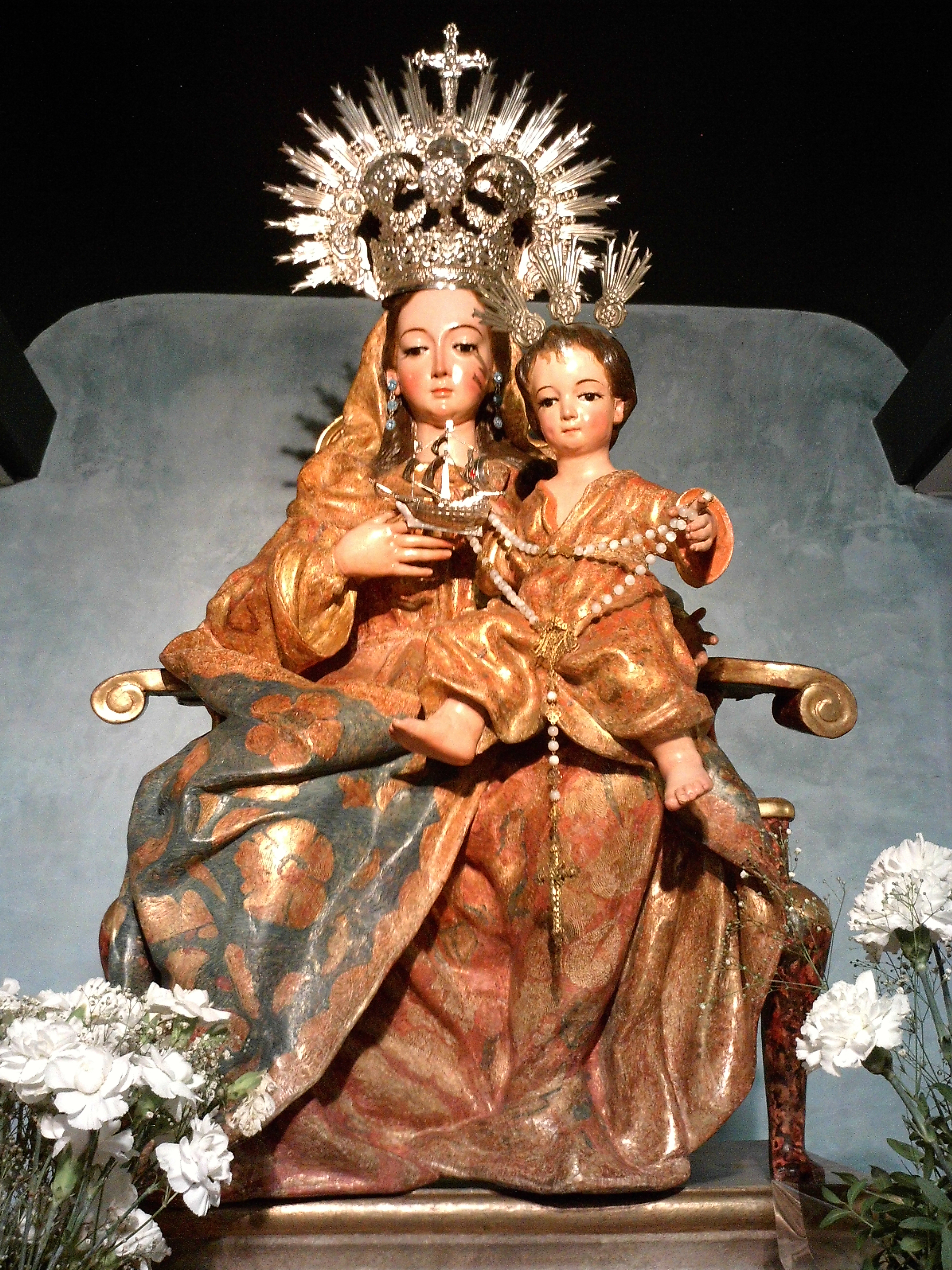
Virgen del Buen Aire, titular de gloria de la hermandad, que procesiona en septiembre desde 2013.

La imagen de Santa María del Buen Aire es una talla de la virgen de gloria obra de autor anónimo de la escuela barroca sevillana siglo XVIII. Venerada anteriormente en el Convento de San Laureano de Sevilla, como Virgen del Rosario, paso a la denominación actual una vez que el Cardenal Bueno Monreal la cede a la parroquia en los años de 1970. Se trata de una imagen de tamaño reducido de talla completa realizada en madera y telas enconladas. La imagen aparece sentada sobre un sencillo trono con respaldo, con la mano derecha apuntando a su corazón y con el Niño Jesús en su mano izquierda. Habitualmente se la suele vestir por encima del estofado.

### Paso de la Virgen del Buen Aire
La parihuela de este, el armazón interior del paso, es de doble uso ya que será el que utilice el palio en Semana Santa. Los respiraderos son de terciopelo calado con bordados geométricos en oro. La virgen procesiona en un pequeño baldaquino de plata repujada propiedad de la hermandad. El resto de la orfebrería del paso son cesiones de hermandades de la provincia de Sevilla.

### Verbena, tríduo y procesión de Santa María del Buen Aire
La hermandad celebraba una verbena popular pero ya no. A la semana siguiente se dedica a la titular un tríduo que se ve culminado el cuarto sábado del mes con la procesión de la Virgen del Buen Aire por las calles adyacentes a la parroquia engalanadas para la ocasión con banderitas de España. El paso va acompañado de una banda de música, de feligreses y hermanos de la cofradía portando cirios blancos, siendo este es el acto central de los cultos en honor de la advocación mariana gloriosa de la cofradía. Es el día grande del Barrio Voluntad. Hay una memorable petalada fruto de la sincera devoción en la calle Virgen del Pino . Al día siguiente se celebra una Función Solemne como colofón a estos cultos.

## Función solemne por la Resurrección y otras actividades
El Resucitado es titular de la hermandad aunque no tiene talla que lo represente. No obstante, cada mañana de Domingo de Resurrección, la corporación celebra una jubilosa función para celebrar la Resurrección de Jesús.
De otro lado, al igual que todas las hermandades, realiza también cultos y obras de caridad.

## Sedes
- Parroquia de Nuestra Señora de la O: De 1992 a 1997.
- Iglesia de San Vicente de Paul: De 1997 a 2001.
- Parroquia de Nuestra Señora del Buen Aire: Desde 2001.

## Escudo, insignias y túnica
El escudo heráldico de la hermandad se encuentra presidido por las cinco cruces de Jerusalén en color negro, estando formada la principal por una cruz latina arbórea, flanqueadas por dos cartelas en campo de oro. En la cartela diestra figura el anagrama JHS y en la siniestra dividida en dos partes iguales, el anagrama de María en la parte superior y una nao española del siglo XVI en la parte inferior. Todo ello descansa sobre una orla en campo violeta con la leyenda «Oración, Penitencia, Caridad»; y bajo la citada orla los tres clavos pasionales de Cristo. Rodeando todo lo anteriormente descrito una corona de espinasen su color natural. Habitualmente el escudo se utiliza de color con tonos morados.
El estandarte de la hermandad consiste en una bandera de color oscuro recogida alrededor de un asta y en el que lleva bordado el escudo de la hermandad. El asta que lo sostiene es de plata bruñida.
La cruz de guía de la cofradía, realizada por el taller de los Hermanos Caballero Farfán, es de tipo arbóreo con asas arbóreas de plata y cantonada por cuatro cruces de Jerusalén de plata.
El libro de reglas está confeccionado en terciopelo morado. Aparece en él el escudo de la corporación y una cenefa de espinas en el perímetro de la portada, todo ello bordado en oro.
El hábito de la hermandad consiste en túnica de ruan negro de cola, con antifaz del mismo color y capirote de ciento diez centímetros de altura, cinturón de esparto en su color de treinta centímetros mínimos de altura, alpargatas negras de esparto con calcetines del mismo color, medalla de la hermandad; camisa blanca con puño abotonado bajo este y escudo de la hermandad de siete centímetros de diámetro en tela de ruan negro bordado en hilatura morada que se colocará a la altura del corazón y que en ningún momento es visible una vez puesto el antifaz.